# Cierges-sous-Montfaucon
Cierges-sous-Montfaucon è un comune francese di 57 abitanti situato nel dipartimento della Mosa nella regione del Grand Est.

## Società

### Evoluzione demografica
Abitanti censiti